# (2591) Dworetsky
(2591) Dworetsky (1980 KJ; 1949 WP; 1963 SM; 1974 UN; 1974 VG2; 1974 XK) ist ein ungefähr 13 Kilometer großer Asteroid des äußeren Hauptgürtels, der am 2. August 1949 vom deutschen (damals: Bundesrepublik Deutschland) Astronomen Karl Wilhelm Reinmuth an der Landessternwarte Heidelberg-Königstuhl auf dem Westgipfel des Königstuhls bei Heidelberg (IAU-Code 024) entdeckt wurde. Er gehört zur Koronis-Familie, einer Gruppe von Asteroiden, die nach (158) Koronis benannt ist.

## Benennung
(2591) Dworetsky wurde nach dem Astronomen Michael Dworetsky benannt, einem Dozenten an der University College London. Er war maßgeblich an der Entwicklung des Grundstudiengangs Astronomie beteiligt, insbesondere an der damit verbundenen praktischen Arbeit; er unterrichtet Astronomiestudien. Die Benennung wurde vom US-amerikanischen Astronomen Conrad M. Bardwell nach einem Vorschlag vom Astronomen Gareth Vaughan Williams aus dem Vereinigten Königreich vorgeschlagen.